# Хижняк Віталій Михайлович
Віталій Михайлович Хижня́к (25 жовтня 1934, Чуків — 20 січня 2025) — український політичний і партійний діяч, 1-й секретар Немирівського райкому КПУ, голова Немирівського райвиконкому Вінницької області. Народний депутат України 1-го скликання (1990—1994).

## Біографія
Народився 25 жовтня 1934 року в селі Чукові (нині Немирівський район Вінницької області, Україна) у селянській сім'ї. Українець. У 1953—1958 роках навчався у Білоцерківському сільськогосподарському інституті, здобув спеціальність ветеринарного лікаря.
У 1958—1960 роках — ветеринарний лікар дільниці. У 1960—1962 роках — директор Клинівської племінної станції Вінницької області. Член КПРС з 1961 по 1991 рік. У 1962—1970 роках — головний ветеринарний лікар Хмільницького району Вінницької області; у 1970—1983 роках — заступник начальника, начальник Хмільницького районного управління сільського господарства; голова виконавчого комітету Хмільницької районної ради народних депутатів Вінницької області; у 1983—1991 роках — 1-й секретар Немирівського районного комітету КПУ Вінницької області .
Висунутий кандидатом в народні депутати трудовими колективами колгоспу «Шлях Ілліча» смт Брацлава Немирівського ремонтно-транспортного підприємства РАПО. 4 березня 1990 року у 1-му турі обраний народним депутатом України по Немирівській виборчій окрузі № 34, набрав 54,73 % голосів із 3-х претендентів. Входив до груп «За соціальну справедливість», «Рада»; до Комісії Верховної Ради України з питань агропромислового комплексу.
У 1991 — квітні 1992 року — голова Немирівської районної ради народних депутатів, голова виконавчого комітету Немирівської районної ради народних депутатів Вінницької області. Потім — на пенсії.
Помер 20 січня 2025 року.

## Відзнаки
- Нагороджений радянськими орденами Трудового Червоного Прапора, «Знак Пошани», медалями[1];
- Почесний громадянин Хмільницького району (рішенн 23 сесії районної ради 5 скликання № 362 від 29 вересня 2009 року)[6].